# Белведере (Беч)
Белведере (нем. Schloss Belvedere, итал. леп видик) је назив за комплекс барокних палата у Бечу, подигнутих за Еугена Савојског у бечком трећем бецирку (нем. Bezirk, бечке градске општине) који се исто зове Ландштрасе (Landstraße).
Комплекс се налази југоисточно од старог градског средишта (такозвани унутрашњи град, нем. Innenstadt, са катедралом Св. Стефана, Хофбургом итд.), а у непосредном суседству је палата Шварценберг. Палате Горњи Белведере и Доњи Белведере, уз припадајући парк, граде један од најлепших барокних ансамбла на свету. Данас је комплекс Белведере претворен у музеј и галерију Аустријска галерија Белведере.

## Доњи Белведере
После куповине земљишта 1697, принц Еуген је прво уредио велики парк, а затим и изградњу приградског летњиковца. 1714 отпочели су радови на градњи палате Доњи Белведере, која је испочетка грађена као парковска вила, са оранжеријом, галеријом за слике и једним крилом за становање.
Пројектант и надзорник градње био је познати аустријски барокни архитекта Јохан Лукас фон Хилдебрант, Белведере је тако постао његово најпознатије дело. Десна рука у осмишљавању и изведби дворца био му је венецијански вајар Ђовани Станети (Giovanni Stanetti), кога је у Беч довео принц Еуген заједно са целом мајсторском радионицом. Станети је требало да осигура прави италијански вајарски допринос: бројне самостојеће фигуре дуж балустрада и парка, као и бројне вајарске детаље по фасадама. Доњи Белведере довршен је 1716. године.
Фреску на куполи у централној мраморној дворани (Marmorsaal), осликао је Мартино Алтомонте. Његова фреска слави принца Еугена као новог Аполона, бога лепоте, уметности и Муза. У овој дворани налази се и статуа Апотеоза принца Еугена рад аустријског вајара Балтасара Пермосера (Balthasar Permoser). Западно од ове дворане налази се Државна спаваћа соба (Paradeschlafzimmer), богато украшена штуко декорацијама и скулптурама Доменика Пародија (Domenico Parodi), и осликана зидним сликама Јонаса Дрентвета (Jonas Drentwett), у овом тракту постоји такође мраморна дворана са сликом на таваници Ђакома дел Поа (Giacomo del Po) из 1720. године. Дворана грмљавине, (Donnersaal), има плафонске фреске од Алтомонта и архитектонску декорацију од Џаетана Фантија (Gaetano Fanti). Источно од ње се налази Државна трпезарија.

## Парк и вртови
Парк је типично барокни, у коме су биљке и шеталишта уредно и симетрично постављени попут позоришне кулисе. Типични француски парк са орезаним биљкама, уредним шетним стазама и игром воде (jeux d'eau). Парк је пројектовао француски вртни дизајнер Доминик Жирар (Dominique Girard), који је посао изучио у дворцу Версај као ученик Андреа Ле Нотре (André Le Nôtre). Велики водени базен налази се на горњем нивоу, из њега се вода каскадно спушта до базена у доњем нивоу.
Поред палате и парка, у засебном делу, налази се такозвани алпски врт (Alpengarten) и један природни парк у енглеском стилу - ботаничка башта Универзитета у Бечу.

## Горњи Белведере
Између 1720 - 1723. подигнут је Горњи Белведере, који је требало да послужи као прикладан крај главне осе парка. Пројектант је поново фон Хилдебрант. И у овом дворцу постоји једна мраморна дворана; у њој је потписан Аустријски државни уговор, којим је установљена модерна аустријска држава 15. маја 1955. године. После изградње, 1723, дворац је проширен да постане главна летња резиденција принца Еугена. Фреске у дворцу осликао је Карло Карлоне (Carlo Carlone), олтарску фреску у дворској капели осликао је Франческо Солимена (Francesco Solimena).
Комплекс Белведере, 1752. године, продао је  наследника принца Еугена царици Марији Терезији. Марија Терезија је комплекс назвала Белведере. Под Хабзбурзима комплекс је проширен. Од 1775, у Белведеру се налазила царска галерија слика, из ризнице цара Јозефа II, а од 1806 и колекција слика из палате Амбрас која је смештена у Доњи Белведере. Обе колекције премештене су 1890 у Аустријски уметничко-историјски музеј (Kunsthistorisches Museum) у Бечу. Последњи који је користио дворац Белведере као резиденцију био је надвојвода Франц Фердинанд.
Након Другог светског рата, комплекс Белведере угошћује музеј Аустријску галерију Белведере. Зграде комплекса Белведере тешко су страдале за време Другог светског рата. Данас је читав комплекс рестауриран и темељно уређен.

## Након смрти принца Еугена
Кад је принц Еуген преминуо у својој градској палати у Бечу 21. априла 1736, није оставио законски обавезујући тестамент. Комисија коју је формирао Карло VI, цар Светог римског царства именовала је принчеву рођаку Викторију за наследницу. Она је била кћерка његовог најстаријег брата Томаса и једини живи члан породице Савоја-Соасон. Принцеза Викторија се уселила у Белведере, који је у то време био познат као Гартенпалата, дана 6. јула 1736, али је одмах ставила до знања да није заинтересована за своје наслеђе и да жели да дворац што пре прода путем аукције. Дана 15. априла 1738, она се удала за принца Јозефа од Саксоније-Хилдбургхаузена (1702–87), који је био неколико година млађи од ње, у присуству краљевске породице у Шлосхофу у региону Марчфелд, Доња Аустрија. Међутим, њен избор мужа се показао неподобним, па се пар који се слабо слагао развео 1744. године. Тада је принцеза Викторија одлучила да напусти Беч и да се врати у свој родни град Торино, да би, осам година касније, Марија Терезија купила ово имање.
Царски пар се никада није преселио у Гартенпалату, која је први пут описана као Белведере у њиховом купопродајном уговору из новембра 1752. Комплекс је донекле био у сенци других царских палата, па су зграде у почетку биле неискоришћене. Марија Терезија је касније створила галерију предака Хабсбуршке династије у Доњем Белведереу, као што је био обичај у свим другим палатама царске породице. Палата је пробуђена из свог сна тек 1770. године, када је 17. априла у њој одржан бал под маскама поводом обележавања брака царске принцезе Марије Антоанете са француским Дофеном, који је касније постао Луј XVI.

## Контроверзе и реституција уметности коју су опљачкали нацисти
- Дана 26. августа 1959. године, Алис Моргенстерн која је преживела Холокауст поднела је тужбу Finanzlandesdirektion für Wien, Niederösterreich und das Burgenland (Покрајинској пореској управи за Беч, Доњу Аустрију и Бургенланд) у којој је изјавила: „Слику Четири дрвета Егона Шилеа, која је била у нашем власништву, сада виси у Горњем Белведеру. Слику никада нисмо продали, већ смо је дали на чување пријатељу Роберту Рорлу, адвокату у Бечу, Гумпендорферштрасе. Он је нажалост умро, и не знам како је слика доспела у збирку из деветнаестог века [recte двадесетог века] у Белведеру.”[4] Аустријска саветодавна комисија је 20. марта 2020. препоручила да се Шиле врати Моргенстерновим наследницима.[5]
- У новембру 2006, након више од пет деценија правних спорова, веће је донело одлуку да се „Летња ноћ на плажи” Едварда Мунка, изложена у бечкој галерији Белведере, врати Марини Фистоулари-Малер, унуци и јединој наследници Алме Малер, супруге аустријског композитора Густава Малера.[6]
- Аустрија је 2006. године вратила пет слика Густава Климта из Белведера наследницима Аделе Блох-Бауер.[7][8]
- Аустријско арбитражно веће је 2006. године одлучило да портрет „Амалије Зукеркандл“ Густава Климта нису опљачкали нацисти и да не треба да буде враћен.[9] Одлука је изазвала много коментара, делом због тога што је Амалија Закеркандл погинула са својом ћерком у Аушвицу, а делом зато што је, како је известио MSNBC, „уместо да врати ову очигледно опљачкану слику, аустријско арбитражно веће закључило је да би требало да остане у Белведеру."[10]
- Године 2012, документарни филм Портрет Волија је испричао како је чувени портрет Егона Шилеа, који је припадао бечком трговцу уметнинама по имену Леа Бонди све док га нациста Фридрих Велц није конфисковао из њене приватне колекције 1939. године, грешком враћен Музеју Белведере у Аустрији после Другог светског рата као део једне друге колекције.[11]
- Године 2014, Белведеру је наложено да врати „Фармерску кухињу / ентеријер кухиње“ Вилхелма Лајбла наследницима Марте Либерман – удовице Макса Либермана због нацистичког прогона.[12]

## Галерија
- Горњи Белведере
- Доњи Белведере
- Капије Белведера
- Горњи Белведере
- Ентеријер Горњег Белведера
- Белведерски вртови
- Скулптура сфинге, Белведерски вртови
- Белведерски вртови
- Доњи Белведере
- Оранжерија у доњем Белведеру